# 屏边溪边蕨
屏边溪边蕨（学名：Stegnogramma dictyoclinoides）为金星蕨科溪边蕨属下的一个种。

## 扩展阅读
- 維基物種上的相關：屏边溪边蕨